# Erythroxylum kapplerianum
Erythroxylum kapplerianum är en tvåhjärtbladig växtart som beskrevs av Johann Joseph Peyritsch. Erythroxylum kapplerianum ingår i släktet Erythroxylum och familjen Erythroxylaceae. Inga underarter finns listade i Catalogue of Life.